# Mouthe
Mouthe è un comune francese di 970 abitanti situato nel dipartimento del Doubs nella regione della Borgogna-Franca Contea.
Stazione sciistica specializzata nello sci nordico, ospita l'arrivo della classica della granfondo Transjurassienne.

## Società

### Evoluzione demografica
Abitanti censiti